# اسکندر بزرگ (فیلم ۱۹۸۰)
اسکندر بزرگ (به یونانی: Ο Μεγαλέξανδρος) فیلمی یونانی به کارگردانی تئو آنگلوپولوس است که در سال ۱۹۸۰ به نمایش درآمد.

## داستان
این فیلم بر اساس کشتار دیلسی در سال ۱۸۷۰ ساخته شده‌است که طی آن چندین راهزن گردشگران انگلیسی را ربوده و درخواست خون‌بها کردند. این فیلم با شخصیتی به نام اسکندر کبیر آغاز می‌شود که رهبر راهزنان آزاد شده از زندان است.
اسکندر و راهزنان گروهی از اشراف انگلیس را ربوده و آن‌ها را به یک جامعهٔ کشاورزی در کوهستان آوردند. اسکندر، ساکنین روستا و گروهی از آنارشیست‌های ایتالیایی (که در ادامهٔ فیلم به روستاییان ملحق می‌شوند) تلاش می‌کنند یک سیستم عمومی بر مبنای مالکیت عمومی و باورهای برابری‌طلبانه بسازند. آن‌ها خواستار آن هستند که اشرافیان زمین‌ها را به روستاییان بازگردانند اما هنگامی که سربازان روستا را محاصره می‌کنند، خواسته آنها برآورده نمی‌شود.
آنارشیست‌ها، که با اسکندر اختلاف دارند، سعی می‌کنند آنجا را ترک کنند اما توسط سربازان کشته می‌شوند. سربازان همچنین دوستان اصلی اسکندر را می‌کشند. اسکندر گروگان‌ها را می‌کشد، و روستاییان اسکندر را می‌کشند. همان چیزی اتفاق می‌افتد که وراسیداس کارالیس تحت عنوان خداخوری از آن یاد می‌کند. تنها بازمانده یک کودک است. در انتها دوربین بالای آتن را نشان می‌دهد و صدایی که می‌گوید: «اسکندر اینگونه وارد شهرها شد و . . .»
- اومرو آنتونوتی در نقش اسکندر
- اوا کوتامانیدو در نقش دختر اسکندر
- میهالیس جیاناتوس در نقش دراگومانوس
- Grigoris Evangelatos در نقش معلم مدرسه اسکندر
- میراندا کونلکی در نقش خانم تزلیپی
- لورا دی مارچی در نقش آنارشیست ایتالیایی
- تولا استاتوپولو در نقش زن دهکده
- ثانوس گرامنوس در نقش مرد دهکده
- هریس پیسیمیسیس در نقش Haralabos Pisimisis
- کریستوفروس نزر در نقش آقای Tzelepis
- فرانچسکو کارنلوتی در نقش آنارشیست ایتالیایی
- نورمن موتزاتو در نقش آنارشیست ایتالیایی
- بریزیو مونتیناریو در نقش آنارشیست ایتالیایی
- کلود بتان در نقش آنارشیست ایتالیایی
- ایلیاس زافیروپولوس در نقش اسکندر به عنوان یک دانش آموز مدرسه

## تولید
بودجه فیلم با کمک تلویزیون آلمان و ایتالیا توسط خود آنگلوپولوس تأمین شد. متن اصلی متن فیلم کتاب Megalexandros و قتل‌عام دیلیسی در سال ۱۹۷۲ بود.

## سبک
آنگلوپولوس دربارهٔ فیلمش گفته‌است: «اولین چیزی که گفته می‌شود این است که این فیلم ساده‌ترین فیلمی است که تا کنون ساخته‌ام. روند آن خطی است و در جریان تدوین مانند سایر فیلم‌ها فرم سبک خود را توسعه نداده‌است. هیچ جهش زمانی وجود ندارد -این فیلم از شب سال نو در سال ۱۹۰۰ آغاز می‌شود و از آنجا ادامه می‌یابد، به جز سکانس آخر وقتی اسکندر کوچک به اسکندر کبیر تبدیل می‌شود و به سمت شهر می‌رود. در واقع، در واقع بر خلاف روستا، شهری مدرن -در واقع آتن امروزی- است، به این معنا که دنیای بقیهٔ فیلم قرن جدید است. اسکندر کوچک وقتی وارد شهر می‌شود، تمام تجربه قرن را با خود به همراه می‌آورد. او یک تجربه کلی از زندگی، جنسیت و مرگ را کسب کرده‌است، و بیش از آن یک علامت سؤال بزرگ وجود دارد. شب چه مدت طول می‌کشد، و چه زمانی یک روز جدید فرا می‌رسد؟»

## بازخورد و تفسیر
در حالی که دن جورگاکاس می‌نویسد که اسکندر بزرگ هنگامی که برای اولین بار منتشر شد مورد استقبال منتقدان قرار نگرفت، اگرچه این فیلم در جشنواره‌های بین‌المللی با استقبال خوبی روبرو شده‌است. با این حال، هنوز این فیلم نسخهٔ کد منطقه‌ای ۱ را ندارد. در یک یادداشت برنامه، منتقدی به نام کی.جی. خاطرنشان می‌کند: «تنها یک فیلمساز با جسارتِ آنگلوپولوس سعی در ترجمه بینش حماسی خود از یونان به فیلم را دارد."
Dougal MacDonald نقد و بررسی کمتر مطلوبی را ارائه می‌کند: «این [تکنیک شات‌های طولانی و افق‌گردهای آهسته] است که بسیاری از تماشاگران جشنواره را به حالت وجد سوق می‌دهد تا ادعا کنند که این یک خیال پردازی است ولی واقعاً ساخت فیلم چیست. همچنین یک گروه کوچک (که من یکی از آن‌ها هستم) وجود دارد که معتقد است که این کار برای یک بار تخیل است، دو بار تکرار و سه بار و بعد از آن مخلوطی از ادعا و خسته کننده است. می‌توان یک تصویر را در جهت عقربه‌های ساعت یا خلاف جهت عقربه‌های ساعت در یک بعد ایجاد کرد. پس از آن، کسی که از خستگی فرار می‌کند، اصرار دارد یا در جنبه دیگری حرکت کند یا یک اسباب بازی خلاق جدید را کشف کند. آنگلوپولوس با عدم درک این موضوع، فیلم خود را به دلیل آنچه قصد داشت خلاقیت اصلی آن باشد، مخدوش کرده‌است.» یک منتقد در مجلهٔ تایم اوت این اثر را به عنوان «نمایش بی‌وقفهٔ درخشش فرم» تحسین کرد، اما همچنین اظهار داشت که «این باعث تعجب می‌شود که چرا مضمون چالش برانگیزتر نیست و نکتهٔ آن کمتر قابل پیش‌بینی است.»
وارادیاس کارالیس می‌نویسد که این فیلم وضعیت معاصر مسیحی‌گرایی سیاسی را منعکس می‌کند، جایی که مردم خود را رهبرانی می‌دانند که باید یک مأموریت تاریخی خاص را انجام دهند. او این موضوع را با کیش شخصیت جیم جونز در جونز تاون مقایسه می‌کند. کارالیس اضافه می‌کند که آنگلوپولوس نقاشی محلی و "آرایش فضایی شمایل‌نگاری بیزانس» را منعکس می‌کند و به شیوع حرکت آهسته، عملکرد خارج از دوربین و استفاده از رنگ‌های خاکی اشاره می‌کند.

## تقدیر
| جشنواره فیلم                        | جایزه                                            | گیرنده            | نتیجه |
| ----------------------------------- | ------------------------------------------------ | ----------------- | ----- |
| جشنواره فیلم ونیز ۱۹۸۰              | شیر طلایی برای فیلم تجربی                        | تئو آنگلوپولوس    | برنده |
| جشنواره فیلم ونیز ۱۹۸۰              | جایزه فدراسیون بین‌المللی منتقدان فیلم (FIPRESCI) | تئو آنگلوپولوس    | برنده |
| اتحادیه جهانی منتقدان سینما (PHUCC) | بهترین فیلم                                      | تئو آنگلوپولوس    | برنده |
| جشنواره بین‌المللی فیلم تسالونیکی    | جایزه طلا                                        | تئو آنگلوپولوس    | برنده |
| جشنواره بین‌المللی فیلم تسالونیکی    | بهترین فیلم                                      | تئو آنگلوپولوس    | برنده |
| جشنواره بین‌المللی فیلم تسالونیکی    | بهترین عکاسی                                     | آروانیتس جورجوس   | برنده |
| جشنواره بین‌المللی فیلم تسالونیکی    | بهترین فیلمنامه                                  | Karapiperis Mikes | برنده |
| جشنواره بین‌المللی فیلم تسالونیکی    | بهترین ضبط صدا                                   | Lazaridis Argyris | برنده |